# Джеміні-4
«Дже́міні-4» (англ. Gemini 4) — американський пілотований космічний корабель, який виконав політ у космос 3 — 7 червня 1965 року під керівництвом астронавтів Національного космічного агентства США Джеймса МакДівітта та Едварда Вайта (другий загін НАСА).
Старт «Джеміні-4» став 8-м пілотованим космічним польотом США, четвертим у програмі «Джеміні» (другим пілотованим польотом з використанням ракети-носія «Титан») та першим польотом, керованим не з мису Канаверал, а з Центру управління польотами англ.] у Х'юстоні. З урахуванням висотних польотів американського ракетоплану X-15 це був 18-й політ людини на висоту понад 100 км (необхідна вимога реєстрації космічного польоту за класифікацією МАФ).
Завданнями польоту були орбітальні маневри з другим ступенем ракети-носія і перший вихід у відкритий космічний простір американського астронавта.
Зближення з ракетним ступенем не вдалось через брак досвіду і неврахування особливостей орбітальної механіки. При збільшенні швидкості у спробі наздогнати ступінь корабель піднімався на вищу орбіту, що унеможливлювало зближення.
Натомість вихід у відкритий космос відбувся успішно. Наприкінці третього витка Едвард Вайт залишив кабіну корабля. Спочатку він став на крісло і висунувся по пояс у люк, потім вийшов зовсім. Вайт пробув у космічному просторі близько 20 хвилин і користувався індивідуальними реактивним пристроєм. Після повернення Вайта в кабіну виникла загрозлива ситуація - не вдавалось закрити люк, оскільки витки пружини механізму зварились між собою у вакуумі. Лише спільними зусиллями астронавти змогли закрити люк.
Екіпаж «Джеміні-4» були першими астронавтами, які використовували нашивки прапора США на своєму екіпіруванні. Запуск корабля вперше транслювався у прямому ефірі на міжнародну аудиторію.

## Інтернет-ресурси
- Gemini 4 report from the NASA History Office [Архівовано 2019-07-14 у Wayback Machine.]
- Spaceflight Mission Patches website
- NASA NSSDC spacecraft details
- NASA Gemini 4 press kit — May 21, 1965
- «GEMINI 4 — Ed White Spacewalk- Dual Camera, Real Speed, Restored Audio» on YouTube
- Gemini Program Mission Report — Gemini IV from the NASA Technical Reports Server